# Civiele gijzeling
Een civiele gijzeling of het ten uitvoer leggen van lijfsdwang is het zwaarste dwangmiddel dat het civiel recht kent. Hierbij wordt een natuurlijke persoon die zijn verplichtingen niet nakomt, maar die deze verplichtingen redelijkerwijze wel kan nakomen, opgesloten voor een bepaalde termijn of totdat aan de verplichting is voldaan.

## Nederland

### Inleiding
Wanneer een rechter een vonnis uitspreekt, en er wordt niet aan het vonnis voldaan, kan de gerechtsdeurwaarder worden ingeschakeld om het vonnis ten uitvoer te leggen (executie). Wanneer er een geldbedrag betaald moet worden, kan een gerechtsdeurwaarder beslag leggen. Wanneer een huurcontract is ontbonden door de kantonrechter kan de gerechtsdeurwaarder wanneer de geëxecuteerde niet vrijwillig vertrekt, tot een ontruiming overgaan.
Bovenstaande voorbeelden zijn gevallen waar er een prestatie geleverd moet worden. Er zijn ook vonnissen waar juist een verbod op een bepaalde handeling wordt opgelegd. Een voorbeeld hiervan is het verbod om een bepaald product op de markt te brengen. In de meeste gevallen wordt er in dat geval een dwangsom opgelegd voor elke overtreding op het verbod dat plaatsvindt. Het komt echter voor dat degene tegen wie het vonnis zich richt het vonnis ondanks de dwangsommen negeert. 
Wanneer iemand niet aan een vonnis voldoet, terwijl diegene redelijkerwijs aan het vonnis kan voldoen, kan degene ten gunste van wie het vonnis is gewezen een dagvaarding aan diegene laten betekenen om in kort geding te verschijnen voor de voorzieningenrechter van de rechtbank teneinde verlof te krijgen tot het opleggen van lijfsdwang. Na het horen van de gedaagde zal de rechter besluiten om het verzoek al dan niet toe te wijzen. Wanneer de gedaagde niet verschijnt, wordt er doorgaans verstek verleend.

### Voorwaarden
Om lijfsdwang toe te staan, moet aan de volgende voorwaarden zijn voldaan:
- Er wordt niet voldaan aan het vonnis.
- De geëxecuteerde is redelijkerwijs in staat om aan het vonnis te voldoen.
- De gebruikelijke executiemiddelen, zoals beslag, sorteren geen resultaat of kunnen geen resultaat sorteren.
- De prestatie richt zich niet tot het betalen van een geldsom, met uitzondering van een uitkering voor levensonderhoud, zoals alimentatie.

### Het vonnis
In het vonnis legt de rechter het volgende vast:
- In welke situaties lijfsdwang mag worden opgelegd. Dit is doorgaans de situatie wanneer er niet wordt voldaan aan het eerdere vonnis.
- Vanaf wanneer er lijfsdwang kan worden opgelegd. Dit is minimaal 1 dag na betekening (artikel 591 Wetboek van Burgerlijke Rechtsvordering) van het vonnis. De rechter houdt hier vaak rekening met de omstandigheden van de gedaagde.
- De duur van de perioden van lijfsdwang. De rechter beslist bijvoorbeeld dat een eerste periode van lijfsdwang een week mag duren, en volgende perioden twee weken.

### Uitvoer
Nadat het vonnis is betekend, kan lijfsdwang worden opgelegd wanneer er niet wordt voldaan aan de voorwaarden die gesteld zijn. Wanneer lijfsdwang wordt opgelegd, zal de gerechtsdeurwaarder degene tegen wie het vonnis zich richt, desnoods met behulp van de sterke arm, overbrengen naar een huis van bewaring. De directeur van het huis van bewaring mag diegene alleen inschrijven op vertoon van de executoriale titel. De eisende partij dient de kosten van het verblijf in het huis van bewaring steeds voor te schieten. Wanneer dit niet gebeurt, kan de directeur degene die in bewaring is genomen in vrijheid stellen. 
Het vonnis bepaalt hoelang iemand achter elkaar mag worden ingesloten. Na het verstrijken van die termijn wordt de persoon in vrijheid gesteld. Wanneer de persoon opnieuw een overtreding maakt tegen het vonnis, kan de persoon opnieuw worden ingesloten voor de duur van de door de rechter bepaalde periode. Op grond van het wetboek van Burgerlijke Rechtsvordering kan iemand echter nooit langer dan totaal een jaar worden gegijzeld.

### Wanneer
Gijzeling is het zwaarste rechtsmiddel wat bij een civiel vonnis gebruikt kan worden. Het kan slechts bij uitzondering gebruikt worden tegen schulden of vorderingen die zich richten tot betaling. Een uitzondering hier is bijvoorbeeld levensonderhoud, zoals alimentatie. Wanneer iemand alimentatie niet betaalt, kan er tot gijzeling worden overgegaan. Een gijzeling voor levensonderhoud kan wettelijk gezien zelfs gedurende een faillissement standhouden. Gebruikelijk is echter dat gedurende een faillissement de gegijzelde in vrijheid wordt gesteld, omdat het zich richt tegen de boedel, en slechts de curator tijdens een faillissement gemachtigd is om de boedel te beheren.

## België
Lijfsdwang (Frans: contrainte par corps) heeft in België bestaan tot 1980, al was de toepassing ervan bijna volledig in onbruik geraakt. Het was een drukkingsmiddel dat een schuldeiser toeliet zijn onwillige schuldenaar in een strafinrichting te doen opsluiten. De schuldeiser diende in te staan voor het onderhoud van de schuldgevangene (La prison ne paye pas). 
De rechtsfiguur van de lijfsdwang bestond onder het ancien régime en werd gecodificeerd in de artikelen 2059-2070 van het Burgerlijk Wetboek (1804) en in de artikelen 780-805 van het Wetboek van Burgerlijke Rechtsvordering (1806). Deze artikelen werden afgeschaft door de wet van 21 maart 1859, die echter zelf een beperkte vorm van lijfsdwang organiseerde. Dat bleef zo onder zijn opvolger, de wet van 27 juli 1871. Een verdere inperking kwam er met de invoering van het Gerechtelijk Wetboek in 1967 en de definitieve afschaffing volgde met de wet van 1980 op de dwangsom.

## Bezwaren
Bepleit kan worden dat gijzeling op gespannen voet staat met artikel 11 van het BUPO ("Niemand mag gevangen worden genomen uitsluitend omdat hij niet in staat is een uit een overeenkomst voortvloeiende verplichting na te komen.").  
Ook artikel 5 van het Europees Verdrag voor de Rechten van de Mens betreffende het recht op vrijheid en veiligheid komt hierbij in het gedrang.
Veel advocaten zijn van mening dat gijzeling niet meer van deze tijd is, en pleiten ervoor om het uit het Wetboek van burgerlijke rechtsvordering te schrappen. Gijzeling heeft vaak een grote impact op de gegijzelde en diens gezin. In de praktijk blijkt dat de beoordeling of iemand in staat is aan het vonnis te voldoen, wat een voorwaarde voor gijzeling is, vaak verkeerd wordt beoordeeld door de rechter. Een gijzeling wordt niet onderbroken wanneer er verzet wordt ingesteld.